# Meertonige hoorn

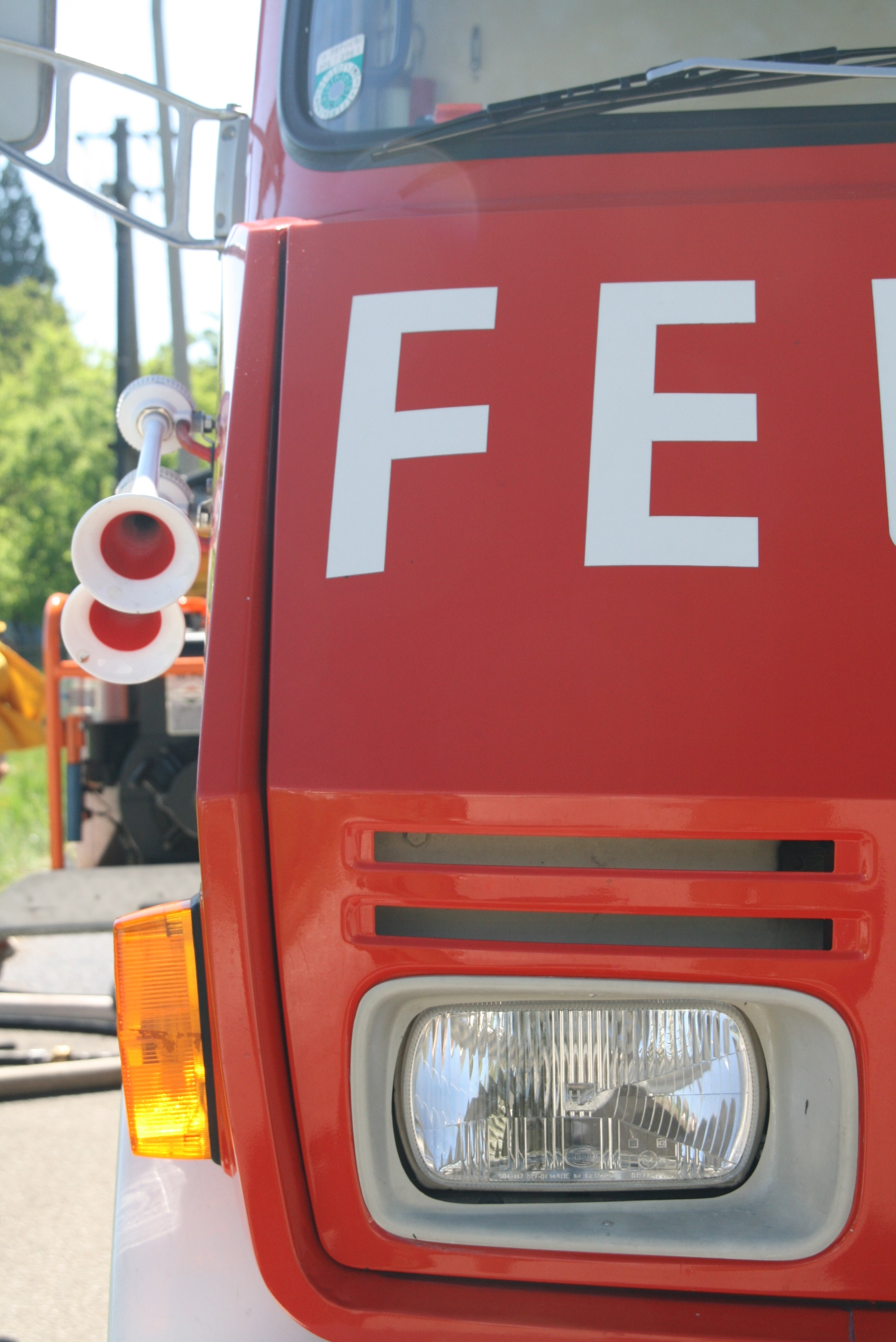
Pneumatische tweetonige hoorn op een brandweerwagen

Een meertonige hoorn is een apparaat dat op een voertuig gemonteerd is en een geluidssignaal produceert dat bestaat uit verschillende na elkaar volgende tonen. Meertonige hoorns zijn doorgaans op voertuigen van politie en hulpdiensten gemonteerd, en dienen om het overige wegverkeer te waarschuwen. Tijdens spoedritten worden meestal zowel optische en geluidssignalen gevoerd. De meertonige hoorn dient niet verward te worden met de sirene, die ook gebruikt wordt op dergelijke voertuigen. In de volksmond en in de media wordt nog steeds over 'sirene' gesproken wanneer het geluid van een hulpvoertuig, dat gebruik maakt van een tweetonige hoorn, wordt gehoord.
Meertonige hoorns kunnen pneumatisch, elektromechanisch (claxon) of elektronisch zijn uitgevoerd.

## Gebruik in verschillende landen

### Duitsland
Voertuigen van politie en hulpdiensten gebruiken steeds een tweetonige hoorn met de tonen a'–d" om de weg vrij te krijgen. Het geluid wordt in het Duits tatütata genoemd. Sinds kort worden door de politie ook sirenes gebruikt, maar alleen om een automobilist te doen stoppen.

### Nederland
Zogenaamde voorrangsvoertuigen (onder andere politie, brandweer en ambulance) mogen een meertonige hoorn voeren als zij een dringende taak vervullen. Daarbij voerden tot 2009 voertuigen van politie en brandweer veelal een tweetonige hoorn met de tonen b–e en ambulances een drietonige hoorn met de tonen g–e2–c2–e2. Met ingang van maart 2009 zijn nieuwe regels vastgesteld, waarbij alle voorrangsvoertuigen een tweetonige hoorn voeren met frequenties 375 Hz en 500 Hz. Voor bestaande voertuigen en installaties gold tot 2014 een overgangsregeling. Toch zijn er in 2022 zelfs nog steeds verschillende geluiden in gebruik. De tonen kunnen op verschillende snelheden worden afgespeeld: de hogere snelheid kan worden gebruikt bij het naderen van een kruispunt. Is de weg helemaal vrij, dan wordt de hoorn soms uitgeschakeld. Het voeren of zelfs maar monteren van een meertonige hoorn op een ander voertuig dan een voorrangsvoertuig is niet toegestaan.

#### Totstandkoming van de nieuwe regels
Onderzoek door TNO leidde tot het ontwerp van een sirene met een geluidsproductie van ten minste 110 dB(A) en maximaal 125 dB(A) op 7 meter van de sirene (de pijngrens ligt bij 120 dB(A).) Gezocht werd naar een tweetonige oplossing. Lagere frequenties hebben de voorkeur omdat deze gemakkelijker om hoeken worden opgemerkt en beter doordringen tot in auto's. Vanwege designbeperkingen kwam TNO uit op 375 Hz voor de laagste toon. Om de hoorbaarheid nog te verbeteren werd de lage toon gemengd met boventonen, resulterend in een krijsende fis. De hoogste toon werd op 500 Hz bepaald. Het eindresultaat is een "valse b".

### Oostenrijk
Voertuigen van politie en hulpdiensten gebruiken doorgaans een tweetonige hoorn. Andere voertuigen mogen geen meertonige hoorns voeren. Een uitzondering vormden de postbussen; deze mochten een drietonige hoorn met de tonen a–fis–a–d als "gewone" claxon gebruiken. Ze zijn, wegens gebrek aan traditie, alleen nog te vinden op antieke postbussen.

### Verenigd Koninkrijk
Hoewel van oudsher alle voertuigen van politie en hulpdiensten een tweetonige hoorn voeren, wordt tegenwoordig door ambulances en politievoertuigen ook wel een sirene gevoerd. De Londense politie voert een tweetonige hoorn met de tonen d-g.

### Zwitserland
Politie en hulpdiensten gebruiken een tweetonige hoorn (cis'–gis'). Postbussen mogen op zogenaamde bergpostwegen (Bergpoststrassen) een drietonige hoorn gebruiken met de tonen cis–e–a, de eerste tonen uit het Andante van de ouverture van Rossini's opera Wilhelm Tell. De bestuurders van deze autobussen waarschuwen hiermee het overige verkeer, dat op bergpostwegen hun aanwijzingen moet opvolgen. De Dreiklanghorn is een geregistreerd handelsmerk en is alleen toegestaan op de Zwitserse postbussen die de bergpostwegen berijden, en voor andere voertuigen verboden.